# Carl Correns
Carl Erich Franz Joseph Correns (München, 19 september 1864 - Berlijn, 14 februari 1933) was een Duitse bioloog, en een van de herontdekkers van de Wetten van Mendel.

## Wetten van Mendel
In 1865 publiceerde Gregor Mendel de resultaten van zijn onderzoek over overerving van verschillende eigenschappen in erwten. Deze publicatie verdween in de vergetelheid, maar werd in 1901 herontdekt door Hugo de Vries, Carl Correns' en Erich von Tschermak. De regels voor overerving die Mendel in zijn onderzoek beschrijft staan nu bekend als de Wetten van Mendel.